# 孫徵蘭
孫徵蘭（1586年—1653年），字九畹，號懒雲（一作聖嬾），又號睡足、睡仙，河南卫辉府淇县人。明朝政治人物。

## 生平
自幼志远才高，倜傥不羁，言语动作，每不屑于凡庸伍。家训文学，遂大进焉。萬曆四十三年（1615年）乙卯科以春秋中河南鄉試第二名舉人，天啓二年（1622年）壬戌科進士。初授行人司行人，崇祯三年考选，擢福建道监察御史，管银库、十库，巡视東城，四年管城工，巡视光禄寺，卓有声誉，都人以骢马御史称之。寻升四川布政司右参议，分守上川南道，多方略，军民感之。八年京察，十三年降山西布政司都事，十四年升光禄寺珍馐监事。后告病家居，当事累荐不起。

## 家族
父孙养素，字真夫，號啸南。